# Roman Kałamarz
Roman Kałamarz (ur. 29 kwietnia 1951 w Studzianie, zm. 15 grudnia 2019) – polski samorządowiec i działacz sportowy, nieprzerwanie od 1990 do śmierci wójt gminy wiejskiej Jarosław, wcześniej jej naczelnik.

## Życiorys
Ukończył studia prawnicze. W latach 80. był naczelnikiem w gminie Zarzecze, następnie objął tożsame stanowisko w gminie Jarosław, w 1990 przechodząc na stanowisko wójta. W 2002, 2006 i 2010, 2014 i 2018 wybierano go w wyborach bezpośrednich, za każdym razem wygrywał w pierwszej turze, dwukrotnie przy braku kontrkandydatów. Nie należał do partii politycznej, choć jego kandydaturę popierało dwa razy Polskie Stronnictwo Ludowe. W latach 2003–2005 był prezesem klubu JKS 1909 Jarosław, należał też do komisji rewizyjnej Podkarpackiego Związku Piłki Nożnej.
Mieszkał w Studzianie. Zmarł po kilkunastomiesięcznej chorobie nowotworowej. Został pochowany w Przeworsku.
W 1998 otrzymał Złoty Krzyż Zasługi.